# Palazzo di Nocera
Il Palazzo di Nocera è uno dei maggiori edifici di rappresentanza partenopei del XIX secolo. Già residenza dei Conti di Nocera e sede della BPS, la prima banca popolare del Mezzogiorno, costituisce uno dei più antichi esempi napoletani di architettura neoclassica ottocentesca.

## Storia

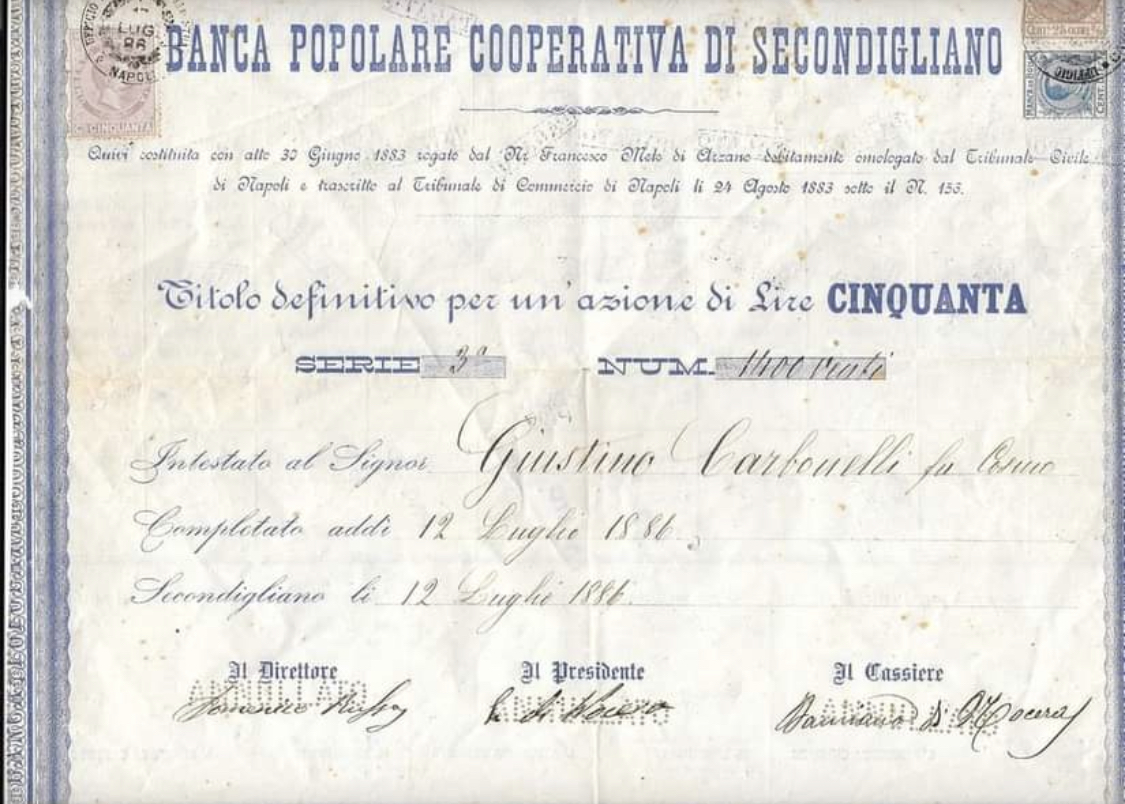
Un'azione della Banca Popolare di Secondigliano recante la firma del presidente Luigi di Nocera

Alla crescita economica di Secondigliano nel XIX secolo, dovuta soprattutto alla presenza di numerosi opifici in concomitanza alla Seconda rivoluzione industriale, conseguì una significativa espansione edilizia lungo il corso Napoli, poi denominato corso Umberto I ed infine corso Secondigliano, favorendo l'edificazione di pregevoli palazzi neoclassici e neorinascimentali, con giardini, statue e fontane. Primo fra tutti gli edifici del periodo umbertino ad essere inaugurato fu il Palazzo di Nocera, seguito dal Palazzo Argenta, dal Palazzo Ingenuo, dal Palazzo Capasso-Visconti, dalla Villa Alfieri (già Villa Capasso) e dai Palazzi dei baroni Carbonelli di Letino, costruiti nel ventennio tra il 1880 ed il 1900.
Sorto nel 1870 per volere dei Conti di Nocera ad uso residenziale, dal 1883 fu la sede della Banca Popolare di Secondigliano, istituto di credito fondato ed amministrato per tre generazioni dalla famiglia. A seguito della fusione con la Banca di Credito Popolare avvenuta nel 1971, l'allora sede dell'azienda divenne una filiale di quest'ultima banca.

## Descrizione

Il Palazzo.

Il prospetto, scandito dalle aperture delle quattordici finestre decorate con stucchi, s'innalza per cinque livelli compresa la base. Quest’ultima presenta un basamento monocromo in bugnato, che funge da motivo ornamentale altresì per il portale monumentale, sormontato dal balcone centrale del secondo piano. Il primo, secondo e terzo livello dell'edificio sono delimitati da cornici marcapiano e recano finestre con balconi adornate da timpani quadrangolari. La struttura, inoltre, è contrassegnata da quattro lesene, poste ciascuna in corrispondenza dei quattro angoli del palazzo, le quali dal basamento giungono sino al cornicione neorinascimentale con ampie mensole e modanature, sopra il quale è stato eretto l'ultimo piano.
Il cortile interno, decorato da due marmorei pozzi laterali, è attiguo alle due rampe della scala ad ali di falco in piperno, ispirata al Palazzo Sanfelice. Lo spazio aperto è a pianta ottagonale.